# Jeans On
«Jeans On» es una canción del músico británico David Dundas. Fue publicada el 16 de julio de 1976 como su primer sencillo y como el sencillo principal de su álbum debut homónimo.

## Posicionamiento

### Gráfica semanal
| Gráfica (1976–77)                             | Pico de posición |
| --------------------------------------------- | ---------------- |
| Alemania (Official German Charts)             | 1                |
| Australia (Kent Music Report)                 | 3                |
| Austria (Ö3 Austria Top 40)                   | 3                |
| Bélgica (Flandes) (Ultratop 50 Singles)       | 15               |
| Bélgica (Valonia) (Ultratop 50 Singles)       | 43               |
| Canadá (RPM Adult Contemporary)               | 31               |
| Canadá (RPM Top Singles)                      |                  |
| Estados Unidos (Billboard Adult Contemporary) | 37               |
| Estados Unidos (Billboard Hot 100)            | 17               |
| Estados Unidos (Cashbox Top 100)              | 14               |
| Irlanda (Irish Singles Chart)                 | 3                |
| Nueva Zelanda (Recorded Music NZ)             | 14               |
| Países Bajos (Nederlandse Top 40)             | 19               |
| Países Bajos (Single Top 100)                 | 15               |
| Reino Unido (UK Singles Chart)                | 3                |
| Sudáfrica (Springbok Radio)                   | 3                |
| Suecia (Sverigetopplistan)                    | 15               |
| Suiza (Schweizer Hitparade)                   | 3                |

### Gráfica de fin de año
| Gráfica (1976)                | Pico de posición |
| ----------------------------- | ---------------- |
| Australia (Kent Music Report) | 20               |

| Gráfica (1977)                     | Pico de posición |
| ---------------------------------- | ---------------- |
| Alemania (Official German Charts)  | 33               |
| Estados Unidos (Billboard Hot 100) | 73               |
| Estados Unidos (Cashbox Top 100)   | 90               |

## Certificaciones y ventas
| País              | Certificación | Ventas  |
| ----------------- | ------------- | ------- |
| Reino Unido (BPI) | Plata         | 250,000 |